# Argizala hebardi
Argizala hebardi är en insektsart som först beskrevs av Rehn, J.A.G. 1915.  Argizala hebardi ingår i släktet Argizala och familjen syrsor. Inga underarter finns listade i Catalogue of Life.